# 諸葛宗男
諸葛 宗男（もろくず むねお、1946年 - ）は、日本の教育者、元東京大学公共政策大学院特任教授。研究分野は原子力研究開発政策、原子力安全規制政策、エネルギー環境政策。日本原子力学会社会環境部会長兼広報情報委員会委員兼ポジションステートメントワーキンググループ（WG）主査、日本原子力学会日本型性能保証研究専門委員会幹事、日本原子力学会原子力安全調査専門委員会委員、東京大学原子力法制研究会社会と法制度設計分科会幹事。

## 経歴
東京都生まれ。武蔵高等学校を経て東京大学工学部原子力工学科（現：システム量子工学科）卒。1970年の東京芝浦電機（現、東芝）入社後、動力炉・核燃料開発事業団（動燃、現日本原子力研究開発機構）に核燃料開発本部研究員として出向。東芝、動燃で核燃料サイクルの開発に携わった。
原子力事業部技術顧問を最後に東芝を退職し、2006年（平成18年）6月より東京大学公共政策大学院特任教授となった。2007年３月に東京大学に設置された原子力の安全規制問題の研究グループ、「原子力法制研究会」の幹事役を、2013年3月まで務め、原子力の安全規制制度の研究に取り組んだ。
2011年3月11日に、東北地方太平洋沖地震（東日本大震災）にともない起きた福島第一原子力発電所事故について、事故後、原子力学会の「異常事象解説者チーム」の一員としてTBSの「みのもんたの朝ズバッ!」に50日間連続出演するなど、数多くの番組に出演し、専門家としてコメントしている。3月14日には「原発事故で放出された放射性物質による汚染について、「30マイクロシーベルト毎時の汚染のレベルは、現場に1時間立っていて30マイクロシーベルトの被ばく量に相当し、およそ7ミリシーベルト（7000マイクロシーベルト）を被ばくする『胸部ＣＴ検査』の100分の1以下」と説明するなど、難解な放射線問題の解説に尽力した。翌3月15日にも出演し、「この事故で原子力発電をやめてしまうのではなく、前向きにこの経験を活かして設計を改善して、世界で最も安全な原子力発電所の実現を目指すべき」と解説した。